# 1394

## Události
- Byzantská říše: Turci obsadili Soluň a oblehli Konstantinopol
- v našich zemích epidemie neznámé choroby
- Panská jednota se začala formovat jako opoziční uskupení vysoké šlechty nespokojené s vládou krále.
- 8. května – šlechta vedená moravským markrabím Joštem Lucemburským zajala krále Václava IV. Později byl na popud králova bratra Jana Zhořeleckého propuštěn.

## Narození
- 4. března – Jindřich Mořeplavec, portugalský princ, podporovatel objevitelských cest a námořního obchodu († 1460)
- 22. března – Ulugbek, turkický vládce, matematik a astronom († 1449)
- 4. června – Filipa Anglická, královna Dánska, Norska a Švédska jako manželka Erika VII. († 1430)
- 10. prosince – Jakub I., král skotský († 21. února 1437)
- João Gonçalves Zarco, portugalský mořeplavec († 1467)

## Úmrtí
- 24. března – Konstancie Kastilská, vévodkyně z Lancasteru (* 1354)
- 4. června – Marie de Bohun, anglická šlechtična, manželka Jindřicha IV. a matka Jindřicha V. (* 1368)
- 7. června – Anna Lucemburská, anglická královna jako manželka Richarda II. (* 1366)
- 16. září – Klement VII., vzdoropapež (* 1342)
- 13. října – Jan z Moravy, litomyšlský a olomoucký biskup a aquilejský patriarcha (* kolem 1345)

## Hlavy státu
- České království – Václav IV.
- Moravské markrabství – Jošt Moravský
- Svatá říše římská – Václav IV.
- Papež – Bonifác IX. a Klement VII. (vzdoropapež) » Benedikt XIII. (vzdoropapež)
- Anglické království – Richard II.
- Francouzské království – Karel VI. Šílený
- Polské království – Hedvika z Anjou a Vladislav II. Jagello
- Uherské království – Zikmund Lucemburský
- Litevské knížectví – Vladislav II. Jagello
- Byzantská říše – Manuel II. Palaiologos
- Švédsko – Olof Haakonson
- Dánsko – Markéta I.
- Osmanská říše – Bajezid I.